# Ергасил
Ергасилите (Ergasilus sieboldi) са вид челюстнокраки от семейство Ergasilidae.

## Подвидове
- Ergasilus sieboldi patagonicus
- Ergasilus sieboldi sieboldi